# Letitia Plummer
Letitia Plummer é uma política do Texas que actualmente representa a At-Large Position 4 do Houston City Council. Ela é a primeira muçulmana a ser eleita para o conselho.

## Vida
Plummer nasceu em Boston, Massachusetts, de mãe índia iemenita e pai afro-americano. A família mudou-se para Houston em 1973, e Plummer frequentou o Houston Independent School District, onde se formou na DeBakey High School for Health Professions, anteriormente conhecida como The High School for Health Professionals. Após o período no colégio, ela frequentou a faculdade historicamente negra Spelman College, onde foi membro da fraternidade Alpha Kappa Alpha. Ela então voltou ao Texas e frequentou o Baylor College of Dentistry e tornou-se uma dentista praticante. Ela possui 2 consultórios odontológicos na área metropolitana de Houston e foi reconhecida com os prémios “Melhores profissionais no caminho rápido” e “Melhor dentista de Houston”. Plummer tem 3 filhos e é muçulmana praticante.

## Carreira política
Plummer concorreu pela primeira vez a um cargo político em 2018, competindo pela indicação democrata para representar o 22º distrito congressional do Texas. Ela foi derrotada nas primárias pelo ex-diplomata Sri Preston Kulkarni.
Plummer foi eleita pela primeira vez para um cargo político no Houston City Council, em dezembro de 2019. Ela obteve 51,9% dos votos contra o seu oponente Anthony Dolcefino e é a primeira muçulmana a ser eleita para o Conselho Municipal de Houston.  Ela tomou posse no dia 2 de janeiro de 2020 para representar a At-Large Position 4 do Houston City Council, sucedendo a Amanda Edwards,  que concorreu ao Senado. Plummer é filiada no Partido Democrata.